# 言少朋
言少朋（1915年—1984年12月），京劇演員，工生行，言派第二代傳人，馬連良弟子，言菊朋長子，言慧珠之兄，蒙古族。

## 生平
1939年拜馬派馬連良為師。
1955年至青島市京劇團工作，歷任演員、副團長、團長，先後主演《屈原》、《煉印》、《春秋筆》、《四進士》、《野豬林》等傳統劇目，在多個城市巡演。1959年在山東省第二屆戲曲會演中獲得「表演一等獎」，並在周恩來的安排下，在北京演出《臥龍弔孝》。1959年為毛澤東和劉少奇、鄧小平等其他中央領導做言派戲專場匯報演出。1960年代整理出《吞吳恨》、《上天臺》等言派劇目，並結合言派委婉飄逸和馬派剛勁亢亮的風格。曾獲“青島市先進工作者”、“青島市教育、文化、衛生界社會主義建設先進工作者”等稱號。曾當選政協山東省第二屆委員會委員、政協青島市第一屆委員會委員、第二屆委員會常委。
1962年9月調至上海市戲曲學校教戲，1984年12月於上海病逝。

## 家庭
父親言菊朋為「言派」創始人，「京劇四大鬚生」之一。妹妹言慧珠為旦角演員。妻子張少樓為坤生，兒子言興朋為老生。

## 外部連結
- YouTube上的《臥龍弔孝》片段，言少朋主演，CCTV
- YouTube上的《戰北原》，言少朋主演，CCTV